# Fay Weldon
Fay Weldon (født Franklin Birkinshaw 22. september 1931 i Alvechurch, Worcestershire, død 4. januar 2023) var en engelsk forfatter. Fay Weldon var kendt for gennem sin lange litterære karriere at fokusere på problemstillinger vedrørende feminisme.
Fay Weldon kom fra en familie med forfattertraditioner. Hun voksede op i New Zealand, hvor hendes far fungerede som læge, men efter forældrenes skilsmisse flyttede hun som 14-årig sammen med sin mor og søster tilbage til England. 
Fay Weldon startede universitetsstudier i psykologi og økonomi på St Andrews i Skotland, men en graviditet og fødsel af en søn førte hende tilbage til London, hvor hun kortvarigt blev gift med en 20 år ældre lærer. Hun arbejdede derefter inden for reklameindustrien, indtil hun som 29-årig blev gift med antikvitetshandleren Ronald Weldon. Parret fik endnu tre sønner, og under graviditetsperioderne startede Fay Weldon med at skrive essays m.m., først til radio og TV. Senere indledte hun sin karriere som romanforfatter. 
Fay Weldons første roman, The Fat Woman's Joke, udkom i 1967, og siden da har hun skrevet mere end 25 romaner og novellesamlinger, hvortil kommer tv-dramatik samt artikler til dagblade, magasiner og tidsskrifter. Fay Weldon er blandt andet også kendt for i 1971 at have skrevet det første afsnit af BBCs prisbelønnede serie Upstairs, Downstairs (da: Herskab og tjenestefolk). Hendes første roman i dansk oversættelse, Praxis, udkom i 1980.
Weldons roman Worst Fears tager udgangspunkt i hendes egen erfaring, da hendes mand døde samme dag, som de blev skilt. Kun fire timer efter, at de underskrev skilsmissepapirene, døde han af et hjerteinfarkt i sin elskerindes arme. "Jeg vidste knapt, om jeg var fraskilt eller enke," sagde Weldon. I otte år havde han været hende utro, uden at hun anede noget. "Jeg tror ikke, kvinder er spor bedre end mænd, når det gælder utroskab. Men mænd har det med at dø så pludseligt. De når ikke at skjule sporene efter sig." Når Weldon hørte om mænd, der døde af hjerteinfarkt, tænkte hun straks: "Hvor? Sammen med hvem?"